# Lanius collurioides
Lanius collurioides é uma espécie de ave da família Laniidae.
Pode ser encontrada nos seguintes países: Bangladesh, Camboja, China, Índia, Laos, Myanmar, Tailândia e Vietname.
Os seus habitats naturais são: florestas subtropicais ou tropicais húmidas de baixa altitude e regiões subtropicais ou tropicais húmidas de alta altitude.